# Illerrieden (Landschaftsschutzgebiet)
Das Landschaftsschutzgebiet Illerrieden ist ein mit Verordnung der Unteren Naturschutzbehörde beim Landratsamt Alb-Donau-Kreis vom 20. Mai 1999 ausgewiesenes Landschaftsschutzgebiet (LSG-Nummer 4.25.112).

## Lage und Beschreibung
Das 738,8 Hektar große Gebiet umgibt die Gemeinde Illerrieden nahezu vollständig. Das Gebiet gehört zu den Naturräumen Holzstöcke und Unteres Illertal.
Laut Steckbrief handelt es sich beim Illertal mit den angrenzenden Hangbereichen der Holzstöcke mit äußerst selten gewordenen Auwäldern, westlich angrenzender Hangbereich der "Illerleite" mit Hangwäldern und angrenzenden reich strukturierten Landschaftsteilen; charakteristische, landschaftsbildprägende und ökologisch wertvolle Kulturlandschaftselemente wie Feldhecken, Ufergehölze, Feldgehölze, Feldraine, Röhrichte, Einzelbäume, Baumgruppen und Streuobstwiesen; unverbaute Landschaft als ästhetisch ansprechender Freiraum für lokale und regionale Erholungsnutzung. Im Norden gehört ein Teil des Landschaftsschutzgebiets zum FFH-Gebiet Donau zwischen Munderkingen und Ulm und nördliche Iller.
Der Forellenbach (Iller) durchquert auf seinem Weg zur Iller das Landschaftsschutzgebiet. Die Schonwälder Lötschel und Zankholz liegen vollständig im Schutzgebiet.

## Schutzzweck
Schutzzweck ist gemäß Schutzgebietsverordnung
Beim Landschaftsteil Illertal mit angrenzenden Hangbereichen der Holzstöcke
- die Vielfalt, Eigenart und Schönheit des Illertales mit den angrenzenden Hangbereichen der Holzstöcke zu erhalten;
- die äußerst selten gewordenen Auwälder, den westlich angrenzenden Hangbereich der "Illerleite" mit seinen Hangwäldern und die angrenzenden reich strukturierten Landschaftsteile zu erhalten;
- die charakteristischen landschaftsbildprägenden und ökologisch wertvollen Kulturlandschaftselemente wie Feldhecken, Ufergehölze, Feldgehölze, Feldraine, Röhrichte, Einzelbäume, Baumgruppen und Streuobstwiesen zu erhalten; die Landschaft als unverbauten und ästhetisch ansprechenden Freiraum für lokale und regionale Erholungsnutzung zu erhalten.

Beim Landschaftsteil Weihungstal
- die Vielfalt, Eigenart und Schönheit des Weihungstales zu erhalten;
- die Landschaft als unverbauten Freiraum für die ortsnahe Erholung zu erhalten.